# لوسيوس إي. يبرش جونيور
لوسيوس إي. يبرش جونيور (بالإنجليزية: Lucius E. Burch, Jr.)‏ هو محامي أمريكي، ولد في 25 يناير 1912 في ناشفيل في الولايات المتحدة، وتوفي في 10 مارس 1996.